# Brisbane International 2009
Brisbane International 2009 — професійний тенісний турнір, що проходив на відкритих кортах з твердим покриттям у Брисбені (Квінсленд). Це був перший турнір відомий як Brisbane International, що утворився внаслідок злиття чоловічого турніру Next Generation Adelaide International з жіночим Mondial Australian Women's Hardcourts. Належав до серії ATP 250 в рамках Туру ATP 2009, а також до серії International у рамках Туру WTA 2009. І чоловічий і жіночий турніри відбулись у Queensland Tennis Centre у Tennyson і тривали з 4 до 11 січня 2009 року.

## Переможниці та фіналістки

### Чоловіки. Одиночний розряд
Радек Штепанек —  Фернандо Вердаско, 3–6, 6–3, 6–4
- Для Штепанека це був перший титул за сезон і 3-й - за кар'єру.

### Одиночний розряд. Жінки
Вікторія Азаренко —  Маріон Бартолі, 6–3, 6–1
- Для Азаренко це був перший титул за кар'єру.

### Парний розряд. Чоловіки
Марк Жікель /  Жо-Вілфрід Тсонга —  Фернандо Вердаско /  Міша Зверєв 6–4, 6–3

### Парний розряд. Жінки
Анна-Лена Гренефельд /  Ваня Кінґ def.
 Клаудія Янс /  Алісія Росольська, 3–6, 7–5, [10–5]